# Bring on the Night
| Оценки критиков | Оценки критиков |
| Источник        | Оценка          |
| --------------- | --------------- |
| AllMusic        | [ 1 ]           |
| Rolling Stone   | (позитивная)    |

Bring on the Night (с англ. — «Пусть ночь придёт») — первый концертный альбом британского рок-музыканта Стинга, был записан во время нескольких шоу в 1985 году и выпущен годом позже. Название пластинки — отсылка к одноимённой песне The Police из альбома Reggatta de Blanc. Альбом включает сольный материал Стинга из его дебютной пластинки The Dream of the Blue Turtles, вещи записанные с его прежней группой — The Police, а также композиции исполненные в виде попурри. В качестве концертной труппы были приглашены выдающиеся джазовые музыканты: Брэнфорд Марсалис, Дэррил Джонс, Кенни Кёркленд и Омар Хаким.
Несмотря на отсутствие промокампании и синглов, альбом достиг 16-й строчки в национальной чарте Великобритании и завоевал статуэтку «Грэмми» в номинации «Лучшее мужское вокальное поп-исполнение».
В 1985 году был снят одноимённый документальный фильм, повествующий о становлении сольной карьеры Стинга, режиссёром выступил Майкл Эптед. В 2005 году он был переиздан на DVD.

## Список композиций
Все песни написаны Стингом, за исключением отмеченных.
Первая сторона
1. «Bring on the Night/When the World Is Running Down You Make the Best of What’s Still Around» — 11:41
2. «Consider Me Gone» — 4:53
3. «Low Life» — 4:03

Вторая сторона
1. «We Work the Black Seam» — 6:55
2. «Driven to Tears» — 6:59
3. «Dream of the Blue Turtles/Demolition Man» — 6:08

Третья сторона
1. «One World (Not Three)/Love Is the Seventh Wave» — 11:10
2. «Moon Over Bourbon Street» — 4:19
3. «I Burn for You» — 5:38

Четвёртая сторона
1. «Another Day» — 4:41
2. «Children’s Crusade» — 5:22
3. «I Been Down So Long» (Алекс Аткинс, Д. Б. Ленойр) — 4:54
4. «Tea in the Sahara» — 6:25

## Участники записи
- Стинг — гитара, бас-гитара, вокал
- Дэррил Джонс — бас-гитара
- Брэнфорд Марсалис — саксофон, рэп
- Кенни Кёркленд — клавишные
- Омар Хаким — ударные
- Джэнис Пендарвис — бэк-вокал
- Долетт Макдональд — бэк-вокал
- Денис О’Реган — фотографии для обложки